# レスパ

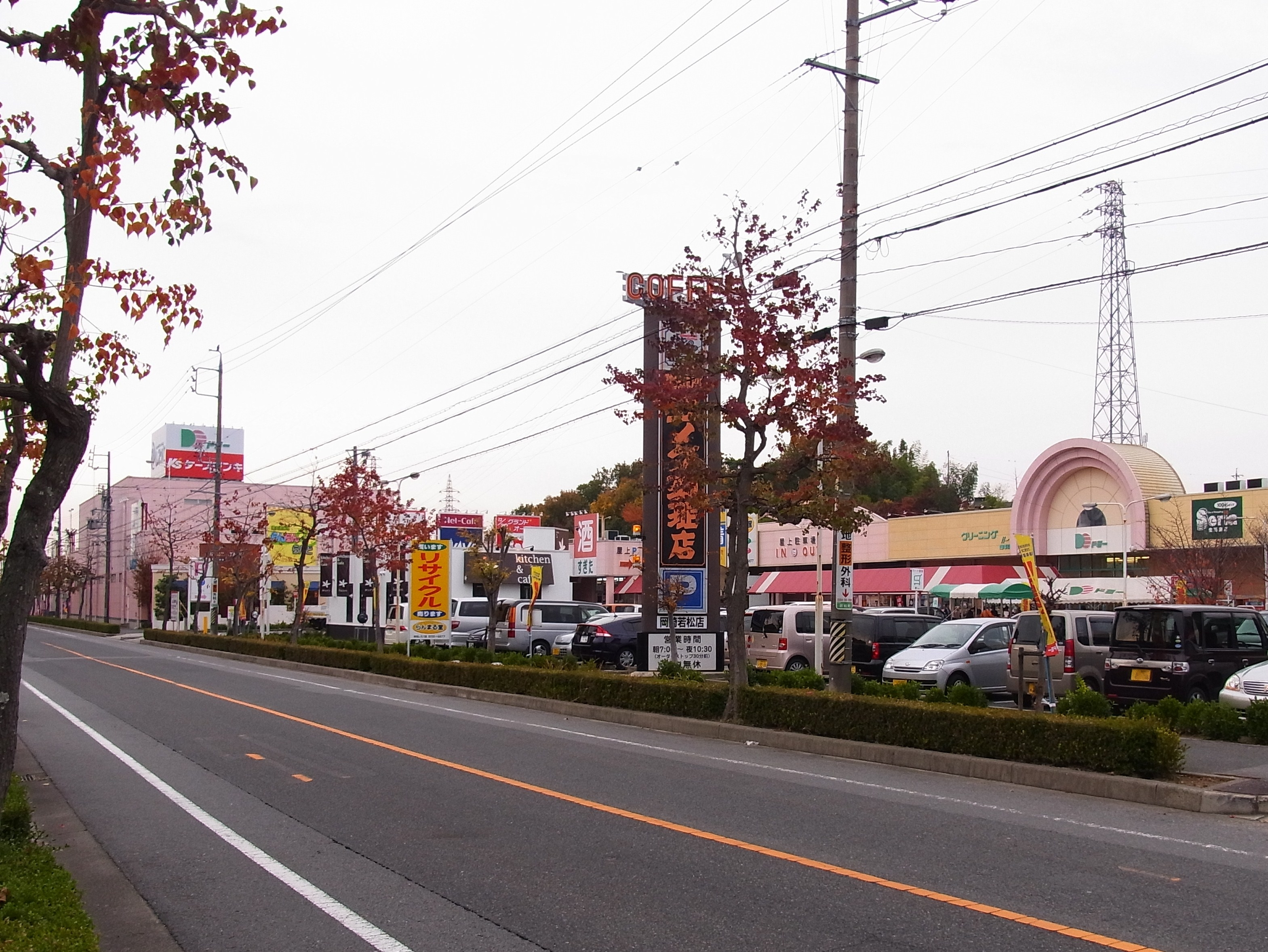
ドミー若松店（手前）と小店舗の入居する棟（奥）。2011年11月撮影。

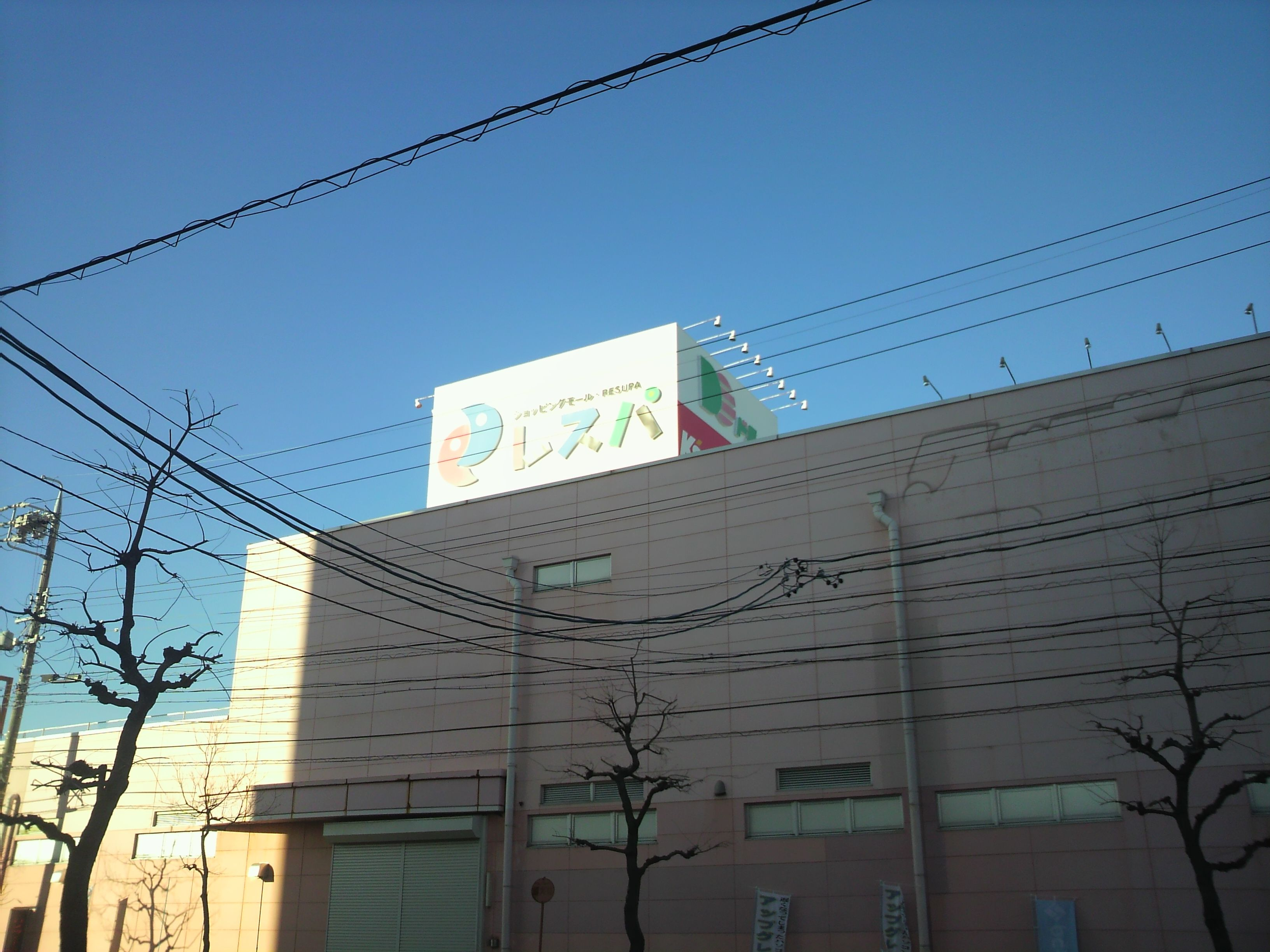
レスパ壁面

レスパ（RESUPA）は、愛知県岡崎市若松町字横手8番地1に所在するカテゴリーキラーと呼ばれる大型専門店を集めたパワーセンター形式のショッピングセンターである。正式名称はショッピングモール・レスパ。

## 概要
レスパ（RESUPA）は、1996年（平成8年）11月15日に開業したカテゴリーキラーと呼ばれる大型専門店を集めたパワーセンター形式のショッピングセンターで、三河地区を中心にスーパーマーケット事業を展開するドミーグループが開発して運営している。
（100%子会社である岡崎商業開発が担当。）
岡崎市南部の南公園のすぐ南側にあった広大な雑木林地帯及び沼地を埋め立てして建設された。
多くのパワーセンター形式のショッピングセンターと同様に同一の敷地内に店舗ごとに別々の建物が配置されて駐車場を共有する形式となっていて、通路が建物内にあるクローズドモールのように屋内で店舗同士が繋がっているわけではないため、他店へ移動するには一度屋外に出る必要がある構造となっている。
尚、岡崎市役所のホームページではレスパの別称として「ふれ愛の街わかまつ」という名称が紹介されているが、市民には全く周知されておらず、この名称を知る人はほとんどいない。
一方、隣市の知立市にも「レスパ知立」というショッピングモールが存在し、ドミー知立店などが立地している。ただし、開発業者は鱗潜開発株式会社である。

## 周辺環境
JR岡崎駅から約1.5km程離れた場所にあり、岡崎市の南部に位置する。近くには県道483号線（電車通り）及び国道248号が走り、自動車で来店する客も少なくない。
一方で、市内近隣の大型商業施設として戸崎町の西友岡崎店や羽根町のウイングタウン（WinG toWn）などがあり、とりわけ戸崎町のジャスコ岡崎南店が2000年（平成12年）にイオンモール岡崎としてリニューアルして以降、客足はかつてより遠退く気配を見せている。
ドミーのすぐ横には同様に食料品を扱うコープ岡崎店（みかわ市民生活協同組合）が立地している。

## 最寄り駅
- 岡崎駅（JR東海道本線 / 愛知環状鉄道・愛知環状鉄道線）
- 「若松栄町」バス停（名鉄バス）
- 「南若松」バス停（同）

## 店舗
上述のようにそれぞれの店舗が同域内にそれぞれ独立して立地していることや、数々の店舗が閉店・開店を繰り返していることなどから、どの店舗が「レスパ」に所属するのかは曖昧になってきている。以下では厳密な区別を意識せず、「レスパ」同域内及び近接域内に所在する店舗を列挙する。

### 現在営業中の店舗
- ドミー（若松店） - スーパーマーケット[1]
  - カットボックス（ドミー若松店） - 美容室
  - 銀座コージーコーナー（ドミー若松店） - 洋菓子販売
  - セリア（ドミー若松店） - 100円ショップ
  - フォトマン（ドミー若松店） - デジタルカメラ・写真プリント
  - 保険のガイドさん（ドミー若松店）
  - ベビーパーク（岡崎若松教室） - 幼児教室
- ATM
  - 岡崎信用金庫
  - 名古屋銀行
  - 碧海信用金庫
  - 三菱UFJ銀行
- キングファミリー（岡崎南公園店） - 古着買取販売
- コメダ珈琲店（岡崎若松店） - カフェ・軽食
- 酒のすぎた（若松店） - 酒類販売
- 宝くじ売り場
- 蛸焼工房（若松店） - たこ焼き・たい焼きテイクアウト
- カーブス（レスパ若松店）-　フィットネスクラブ
- 台北園 - 中華料理レストラン
- 焼肉 はな博 （若松店）
- 白竜社（ドミー若松店）- クリーニング
- らんまる堂（若松レスパ店） - リサイクルショップ
- クルオク（レスパ岡崎店）-　中古車販売
- silva - 美容室
- ブルースカイランドリー（レスパ岡崎店）-　コインランドリー
- セブン-イレブン（岡崎若松町店）
- ホリデイスポーツクラブ（岡崎店）

### かつて存在した店舗
- マルマン（2003年閉店）
- 西松屋（2004年9月20日閉店）
- いまじん/magical（2007年6月24日閉店） - けやき書店
- PCワールド 岡崎本店 (2009年5月29日開店、同年8月31日閉店)
- ヨシダ靴店（2009年5月31日閉店）
- けやき書店（2010年10月24日閉店）
- 保険ショップ（レスパ店）（2012年1月閉店）[5]
- WAVE（岡崎レスパ店） - インターネットカフェ・まんが喫茶（2015年8月31日閉店）
- らんらんらんど（レスパ岡崎店） - 児童向け遊戯施設・ゲームセンター（2015年12月閉店）
- ケーズデンキ（若松パワフル館） - 家電販売。ケーズホールディングスによるギガスカンサイの完全子会社化によりビッグカンサイからケーズデンキに店舗名を変更した。（経営は現在もギガスカンサイ）（2016年8月21日閉店）
- ジップドラッグ白沢（レスパ店）（2016年10月閉店）
- 回転寿司 宝船（岡崎店）（2017年3月「北陸富山回転寿司かいおう岡崎南店」から店舗名を変更。同年11月閉店）
- キッチン＆カフェ　ルシアン（2017年6月閉店）
- カーテン・じゅうたん王国（閉店日時不明）
- タカラブネ（ドミー若松店） - 洋菓子販売（閉店日時不明）
- TU-KAショップ（閉店日時不明）
- スクールIE（閉室日時不明）
- スガキヤ（閉店日時不明）
- 携帯ショップNEXT（ドミー若松店）（閉店日時不明）
- epi - 美容室（2016年12月閉店）
- ファミリーお好み焼き（若松店） - お好み焼き・たこ焼きテイクアウト（閉店日時不明）
- 元町珈琲 （岡崎若松の離れ）（2019年6月閉店）
- Locavore（若松店）（閉店日時不明）